# Пальчатокоренник эзельский
Пальчатокоренник эзельский, или Сааремааский пальчатокоренник (лат. Dactylorhiza osiliensis) — растение вида Пальчатокоренник (Dactylorhiza), семейства Орхидные (Orchidaceae).

## История
20 июня 2003 года неподалёку от посёлка Кихелконна, местный житель Тармо Пикнер случайно обнаружил растение, желая сфотографироваться с пальчатокоренником мясо-красным.

## Биологическое описание
Многолетнее растение, с высотой 35 — 82 см. Цветки относительно крупные, пурпурно-фиолетового цвета. Растёт в сосновых лесах. Цветёт в июне-июле.

## Ареал
Растёт на острове Сааремаа, на западной части острова. Также растение можно увидеть на острове Вилсанди. Является эндемиком Эстонии.